# تثلیث مغز
تثلیث مغز (به انگلیسی: triune brain)، نظریه ای در روان‌پزشکی است که توضیح می‌دهد مغز انسان سه ذهن دارد: ذهن خزنده، ذهن خونگرم و ذهن منطقی.

## پیشینه

### افلاطون
افلاطون به نبردی اشاره کرد که نه بین کشورها، بلکه درون هر انسانی است. افلاطون نوشت که ذهن انسان در نبردی بی پایان بین سه نیروی درونی برای کنترل رفتار است.
یک نیرو شامل غرایز اساسی بقا است: گرسنگی، میل جنسی و جنگ و گریز.
نیروی دوم شامل احساساتی چون شادی، خشم و ترس است. از نظر افلاطون، غرایز و احساسات مانند حیواناتی هستند که می‌توانند رفتار انسانی را به انحراف سوق دهند و آن را نفس اماره نامید. برای مقابله با نفس اماره، ناجی شما سومین نیروی درونی است: تفکر عقلانی که هم نفس اماره را مهار می‌کند و هم شما را در مسیر درست و فرهیخته راهنمایی می‌کند.

### مک لین
تثلیث مغزمدلی از فرگشت پیش مغز مهره داران و رفتار است که توسط پزشک و عصب‌شناس آمریکایی پل دی. مکلین در دهه ۱۹۶۰ ارائه شد. تثلیث مغز متشکل از مجموعه خزنده‌ها (عقده‌های قاعده‌ای)، کمپلکس دیرینه پستانداران (دستگاه کناره‌ای) و مجتمع نوپستانداران (نوقشر) است که هر کدام به صورت مستقل و به عنوان ساختارهایی که به‌طور متوالی در جریان تکامل به مغز جلویی اضافه می‌شوند، دیده می‌شوند. بر اساس این مدل، عقده‌های پایه مسئول غرایز اولیه ما هستند، سیستم لیمبیک مسئول احساسات ما و نئوکورتکس مسئول افکار عینی یا منطقی است.

### انتقادات
از دهه ۱۹۷۰، مفهوم تثلیث مغز در عصب‌شناسی تکاملی و تکاملی مورد انتقاد قرار گرفته‌است و امروزه بیشتر به عنوان یک شبه‌علم معرفی می‌شود. اگرچه از برخی جهات با درک معاصر از مغز همپوشانی دارد، فرضیه تثلیث مغزدیگر توسط عصب شناسان مقایسه ای در دوران پس از 2000 به دلیل انتقاد شدید علیه آن مورد حمایت قرار نمی‌گیرد.
مک لین در اصل مدل خود را در دهه ۱۹۶۰ بیان کرد و آن را به‌طور مفصل در کتاب خود به نام «تثلیث مغز در تکامل» در سال ۱۹۹۰ مطرح کرد. فرضیه تثلیث مغزاز طریق کتاب «اژدهایان بهشت» اثر کارل ساگان که در سال ۱۹۷۷ برنده جایزه پولیتزر شد، برای بسیاری از مخاطبان آشنا شد.

### بحث مطلب

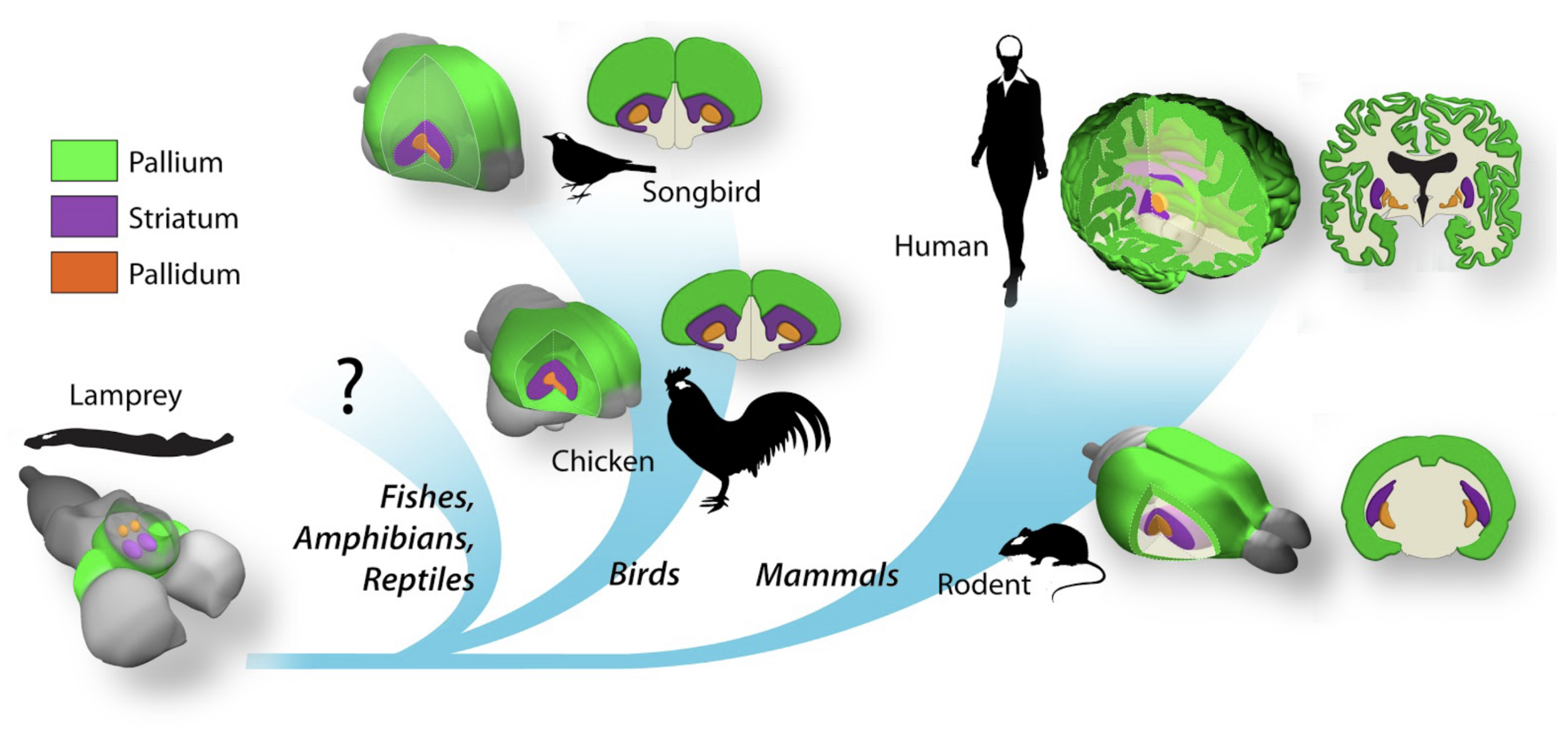
نسبت توده مغز اختصاص داده شده به افزایش پالیوم به‌طور موازی در گونه‌های مختلف مهره داران

اگر چه مدل‌های بهتری از تثلیث مغز دربارهٔ رفتارهای انسانی تعیین شده‌اند، اما این مدل‌ها بسیار پیچیده هستند و برای بررسی آنها بعضاً به شبیه‌سازی رایانه‌ای متوسل می‌شوند. می‌توان گفت که این سه ناحیه، دارای مرزبندی صلبی نیستند و درهم فرورفته اند. به علاوه، نه این است که تنها انسان‌ها از نوقشر برخوردار باشند، بلکه بهتر است گفته شود نوقشر انسان‌ها بسیار بزرگ‌تر و پیچیده‌تر از دیگر موجودات هوشمند مانند دلفینهاست.